# Burgstall Poing
Der Burgstall Poing, die frühere Burg Poing, auch Veste Poygen oder Alzschloss genannt, ist eine abgegangene Wasserburg (Inselburg) auf einer Insel in der Alz nördlich von Truchtlaching bei Poing, Ortsteile der Gemeinde Seeon-Seebruck im Landkreis Traunstein in Bayern. Die Anlage wird als Bodendenkmal unter der Aktennummer D-1-8041-0078 im Bayernatlas als „abgegangenes Hofmarkschloss des späten Mittelalters und der frühen Neuzeit ("Veste Poygen") mit Brücke und zugehörigem Wirtschaftshof (heute Pfarrhof)“ geführt. 

## Geschichte
Vermutlich wurde die Burg Poing um 1374 von Hans der Truchtlacher erbaut und war kurzzeitig Stammsitz der Herren von Poing, einer Nebenlinie der Herren von Truchtlaching. Bereits 1301/1307 wurde Poing als Sedlhof des Klosters Seeon erwähnt, 1404 wurde die Burg erstmals als „Veste Poygen“ erwähnt. Sie war 1435 der Hauptsitz der Hofmark Truchtlaching.
Nach dem Aussterben der Poinger Linie der Truchlacher 1491 waren die Apfenthaler von Neukirchen (Neukirchen an der Enknach) bis 1530 die Besitzer, ihnen folgten die Herren von Baumbach bis 1581, anschließend dann die Herren von und zu Ruesdorf (Rüstorf) bis 1643. Danach ging die Burg in den Besitz des Klosters Baumburg über, in ihren Händen blieb die Anlage bis zur Säkularisation in Bayern 1803. Damals diente die Vorburg am südlichen Alzufer als Pfarrhof. In dieser Zeit war Poing in den Jahren zwischen 1681 und 1690 Sitz des Poeten und des Augustiner-Chorherren Johann Albrecht Poyssl.
Die Inselburg wurde 1816 abgebrochen, im Jahr 1823 wurde auch ein Kastenbau auf der Insel niedergelegt, und die Insel kultiviert. Die Vorburg wurde zwischen 1830 und 1840 im neugotischen Stil renoviert.
Sie war zwischen 1928 und 1945 im Besitz von Friedrich Reck-Malleczewen, der 1945 im KZ Dachau starb. 1970 wurde der Betrieb einer Personenfähre eingestellt.

## Beschreibung
Die Burg auf einer natürlichen Insel in der hier etwas breiteren Alz bestand aus einer Kernburg auf der Insel und einer Vorburg am südlichen Alzufer, die als Meierhof der Burg diente und über einen Steg mit der Hauptburg verbunden war. Die Kernburg enthielt einen Hauptwohnbau und einem abgesetzten, Alz aufwärts gelegenen Getreidekasten. Heute sind nur noch überwachsene Grundmauerreste erhalten, bei Niedrigwasser sind angeblich die Brückenpfeiler des Steges sichtbar.
Die Vorburg ist noch größtenteils erhalten, sie besteht aus einem „Gerichtsflügel“ und einem Herrenhaus, der ehemalige Pfarrhof des 17. Jahrhunderts, sowie einem Brunnenhaus mit Spitzdach. Die heutigen Gebäude stammen im Kern aus dem 15. Jahrhundert, die während des 19. Jahrhunderts ergänzt wurden.